# غاريت ريسمان
غاريت ريسمان (بالإنجليزية: Garrett Reisman) (و. 1968 – م) هو رائد فضاء من الولايات المتحدة الأمريكية . ولد في Morristown.

## ريادة الفضاء
شارك في المهمات الفضائية:
- البعثة 16
- STS-132
- اس.ت.اس 124
- البعثة 17
- STS-123.

## التعليم
تعلم في معهد كاليفورنيا للتقنية، وجامعة بنسلفانيا